# Team Ecuador/Saison 2016
Dieser Artikel listet Erfolge und Fahrer des Radsportteams Team Ecuador in der Saison 2016 auf.

## Erfolge in der UCI America Tour
| Datum     | Rennen                                                        | Kat. | Fahrer           |
| --------- | ------------------------------------------------------------- | ---- | ---------------- |
| 8. April  | 3. Etappe Volta Ciclística Internacional do Rio Grande do Sul | 2.2  | Byron Guama      |
| 10. April | 5. Etappe Volta Ciclística Internacional do Rio Grande do Sul | 2.2  | Jefferson Cepeda |
| 15. Juli  | 8. Etappe Vuelta a Venezuela                                  | 2.2  | Byron Guama      |

| Datum       | Rennen                       | Kat. | Fahrer              |
| ----------- | ---------------------------- | ---- | ------------------- |
| 29. Oktober | 6. Etappe Vuelta a Guatemala | 2.2  | Cristian David Pita |
| 30. Oktober | 7. Etappe Vuelta a Guatemala | 2.2  | Byron Guama         |

## Abgänge – Zugänge
| Zugänge                | Team 2015             | Abgänge                      | Team 2016                        |
| ---------------------- | --------------------- | ---------------------------- | -------------------------------- |
| Edson Calderón         | Manzana Postobón Team | Isaac Carbonell              | Caja Rural-Seguros RGA amateur   |
| Cristian Pita          | Neoprofi              | Daniel Dominguez             | Unbekannt                        |
| Jonathan Villavicencio | Neoprofi              | Higinio Fernández            | Unbekannt                        |
|                        |                       | Adrián Jaramillo             | Unbekannt                        |
|                        |                       | Segundo Navarrete            | Unbekannt                        |
|                        |                       | Pedro Rodríguez              | Unbekannt                        |
|                        |                       | Jaume Rovira                 | Unbekannt                        |
|                        |                       | Jordi Simón                  | Verva ActiveJet Pro Cycling Team |
|                        |                       | Albert Torres (bis 24. März) | Team Raleigh-GAC                 |
|                        |                       | Esteban Villareal            | Unbekannt                        |

## Mannschaft
| Teamkader 2016                            | Teamkader 2016     | Teamkader 2016 | Teamkader 2016                      |
| Name                                      | Geburtsdatum       | Land           | Vorheriges Team                     |
| ----------------------------------------- | ------------------ | -------------- | ----------------------------------- |
| Edson Calderón                            | 3. Juni 1984       | Kolumbien      |                                     |
| Jefferson Cepeda                          | 3. März 1996       | Ecuador        |                                     |
| Byron Guamá                               | 14. Juni 1985      | Ecuador        | Movistar Team América (2013)        |
| Pablo Hidalgo                             | 16. Juli 1987      | Ecuador        |                                     |
| Jorge Luis Montenegro                     | 26. September 1988 | Ecuador        |                                     |
| Carlos Quishpe                            | 21. Juli 1991      | Ecuador        |                                     |
| Cristian Pita                             | 6. Februar 1995    | Ecuador        |                                     |
| José Ragonessi                            | 11. Dezember 1984  | Ecuador        |                                     |
| Albert Torres (1. Jan.–24. Mär.)          | 26. April 1990     | Spanien        | Androni Giocattoli-Venezuela (2013) |
| Henry Velasco                             | 17. November 1992  | Ecuador        |                                     |
| Jonathan Villavicencio                    | 21. Mai 1991       | Ecuador        |                                     |
|                                           |                    |                |                                     |
| Quellen: ProCyclingStats Cycling Archives |                    |                |                                     |

Anmerkung: Edson Calderón missing qualifiers by rider